# Simpang Sari (Sumber Jaya)
Simpang Sari is een bestuurslaag in het regentschap Lampung Barat van de provincie Lampung, Indonesië. Simpang Sari telt 2503 inwoners (volkstelling 2010).